# Jueus mallorquins
La comunitat jueva de Mallorca es remunta als temps romans.
La historiografia mallorquina tradicional ha donat per fet, sense poder documentar-ho, que l'arribada de jueus a l'illa es va produir amb la diàspora posterior a la destrucció del segon Temple de Jerusalem, al segle i, i si bé hi ha indicis d'aquesta presència, els primers vestigis segurs es remunten al segle v: l'epístola del Bisbe Sever de Menorca, l'any 418, en la que es parla dels vincles de la comunitat jueva menorquina amb Mallorca, l'existència d'un bisbe mallorquí amb el nom hebreu d'Elies l'any 484, i les troballes arqueològiques dels ploms funeraris de Ses Fontanelles (Santa Maria), amb inscripcions hebraiques, i d'una llàntia amb la representació d'una menorà a Palma constitueixen l'inventari material que acredita la seva presència en aquells moments. Tot i així, de l'anàlisi de la descripció que fa Sever de la comunitat jueva de Menorca, molt nombrosa, ocupant altes dignitats municipals, capaç d'oposar-se enèrgicament a l'església cristiana... es dedueix que només pot correspondre a una comunitat sòlidament assentada des de temps enrere, com també devia passar a Mallorca.
Res més se sap dels jueus en el final de l'imperi i els segles obscurs (VI-IX), novament la historiografia suposa que la comunitat va tenir continuïtat, fins que durant la dominació àrab la tornam a trobar, en fonts cristianes, el 1114, a les cròniques de la razzia pisano-catalana, i el 1229 en ocasió de la conquesta per part de Jaume I, que informen de l'existència d'una comunitat jueva.
Amb la conquesta catalana arribaren a l'illa nous contingents que participaren del repartiment i que s'hi instal·laren, amb els seus correligionaris, al call vora el palau de l'Almudaina, que fou respectat encara que per poc temps, ja que, a mitjan segle xiii, fou cedit als dominics per edificar-ne el seu convent. A canvi als jueus se'ls hi va cedir un espai a l'actual barri de la Calatrava, que fou conegut amb el nom de Call Major. A més de la de la ciutat de Mallorca, al segle xiii consten comunitats jueves a Felanitx, Sineu, Alcúdia, Sóller i Pollença.
Els jueus mallorquins estaven organitzats mitjançant una aljama; es regien per lleis i tributs propis i estaven sotmesos, únicament, a l'autoritat reial. la comunitat jueva de Mallorca gaudí d'uns anys de gran esplendor al llarg del segle xiv, en què arribaren a ser uns tres mil, gairebé el 15% de la població de la Ciutat: emmurallaren el Call, edificaren sinagogues, articularen un sistema institucional propi a l'entorn dels secretaris de l'Aljama i el seu Consell i es creà el Call d'Inca.

Area portolana de l'Atles Català

Alguns jueus mallorquins o residents a l'illa destacaren singularment en diferents esferes del coneixement: Els Rabíns Aaron Ha-Cohan, natural de Narbona i refugiat a Mallorca, que fou autor d'Orhot Hayyim; Vidal Efraim, que també fou astròleg; Xim’on ben-Cemah Duran, autor d'importants llibres de literatura rabínica i poesia i que tractà especialment el problema dels anussim o conversos. Els metges Judà Mosconi, o Lleó Grec, Aaró Abdal-Hagg, Cresques Helias, Jonatas March i Mose Ben Ishaq Remós, més important en la seva faceta de poeta o l'astronom Isaac Nafuci. Però, des del punt de vista de la cultura occidental, excel·lí l'Escola Cartogràfica Mallorquina, determinant en el desenvolupament del coneixement geogràfic medieval i, posteriorment, influent en el procés d'expansió europea a Àfrica i Amèrica, de la que en foren membres destacats Cresques Abraham, autor de l'Atles Català, el seu fill Jafudà Cresques, convertit amb el nom de Jaume Ribes, i Samuel Corcós, convertit amb el nom de Macià de Viladesters, i que foren continuats pels conversos i els seus descendents al llarg del segle xv.
El 1391 una revolta pagesa, dirigida inicialment contra el poder polític i els excessos fiscals, però segurament influïda pels assalts generalitzats a les jueries castellanes i aragoneses del mateix any, acabà amb l'assalt als calls de la ciutat de Mallorca i d'Inca. Molts jueus foren assassinats i espoliats, i finalment una bona part s'exilià o es convertí. Després d'un breu període de decadència el 1435, la resta de la comunitat jueva mallorquina va ser obligada a convertir-se al cristianisme, finalitzant en aquesta data l'existència oficial dels jueus a l'illa. Però, com en molts altres llocs, bona part dels jueus mallorquins varen practicar el criptojudaisme, és a dir, continuaren practicant la seva religió sota aparença cristiana, i s'articularen baix l'organització de la Confraria de Sant Miquel o dels Conversos, posteriorment de Nostra Senyora de Gràcia, com a instrument de cohesió interna, ajuda mútua i resolució de conflictes. D'aquesta comunitat, al segle xvii se'n derivarà la qüestió xueta, amb les condemnes sota acusació de criptojudaisme i el consegüent procés d'estigmatització que va patir aquesta minoria des de llavors i fins a l'actualitat.